# Lagardère (Gers)
Lagardère település Franciaországban, Gers megyében. Lakosainak száma 78 fő (2022. január 1.). Lagardère Beaucaire, Bezolles, Gondrin, Roques és Valence-sur-Baïse községekkel határos.

## Népesség
A település népességének változása:
| Lakosok száma | 81   | 75   | 58   | 67   | 76   | 76   | 78   | 77   | 77   | 78   |
|               | 1968 | 1982 | 1990 | 2006 | 2013 | 2015 | 2017 | 2019 | 2020 | 2022 |